# Pim Jacobs
Willem Bernard "Pim" Jacobs (Hilversum, 29 de outubro de 1934 – Tienhoven, 3 de julho de 1996) foi um apresentador de televisão e pianista holandês. Trabalhou com Louis van Dijk, Rogier van Otterloo e Wes Montgomery. Foi casado com a cantora de jazz Rita Reys, em 1960.
Jacobs tornou-se conhecido com Trio Pim Jacobs, que incluiu Wim Overgaauw, Ruud Jacobs e Peter Ypma. Ele também era conhecido como apresentador dos programas de música Music-All-In, Music Hall, e o game show Babbelonië.